# Musée d'Art moderne de Lugano
Le musée d'Art moderne de Lugano, appelé en italien Museo d'Arte Moderna della Città di Lugano était un musée d'art hébergé dans la Villa Malpensata, dans la ville tessionnoise de Lugano, sur les bords du lac. En 2015, l'institution a fusionné avec le Musée cantonal d'art de Lugano pour créer le Museo d'arte della Svizzera italiana MASILugano .

## Histoire
La villa qui abrite le musée date de la première moitié du XVIIIe siècle. Ayant appartenu à différentes familles riches de la ville, elle passe en 1893, à la mort d'Antonio Caccia et selon sa volonté, sous la responsabilité de la municipalité pour être transformée en un musée des Beaux-Arts et un lieu d'exposition. Un tournant décisif est pris en 1992 avec sa reconversion en lieu d'exposition d'art moderne, inauguré en 1994. Depuis de nombreuses rétrospectives prestigieuses ont été présentées au public.